# Creurgops
Creurgops es un género de aves paseriformes de la familia Thraupidae que agrupa a dos especies nativas de Sudamérica, donde se distribuyen a lo largo de los Andes desde el noroeste de Venezuela hasta el oeste de Bolivia. A sus miembros se les conoce por el nombre común de tangaras o fruteros, entre otros.

## Etimología
El nombre genérico masculino «Creurgops» se compone de las palabras griegas «kreourgos»: carnicero, y «ōps»: apariencia; significando «parecido con un carnicero».

## Características
Las aves de este género son dos tráupidos medianos, midiendo alrededor de 16 cm de longitud, de patrón de plumaje simple, encontrados en pequeña cantidad en el dosel y en los bordes de selvas montanas andinas y que normalmente forman bandadas con otras especies de aves. Ambos son aves calladas.

## Taxonomía
Los amplios estudios filogenéticos recientes de Burns et al. (2014) demuestran que el presente género está hermanado con el par formado por Volatinia y Conothraupis, en una subfamilia Tachyphoninae.

## Lista de especies
Según las clasificaciones del Congreso Ornitológico Internacional (IOC) y Clements Checklist v.2019, el género agrupa a las siguientes especies con el respectivo nombre popular de acuerdo con la Sociedad Española de Ornitología (SEO):
| Imagen | Nombre científico    | Autor                          | Nombre común        | EC (*) |
| ------ | -------------------- | ------------------------------ | ------------------- | ------ |
|        | Creurgops dentatus   | (P. L. Sclater & Salvin, 1876) | tangara pizarrosa   | LC     |
|        | Creurgops verticalis | P. L. Sclater, 1858            | tangara crestirrufa | LC     |

(*) Estado de conservación